# Edvin Ziedner
Edvin Cesar Napoleon Ziedner, född 16 februari 1892 i Stockholm, död 16 november 1951 i Danderyds församling, var en svensk kapellmästare och kompositör.  
Ziedner skrev bland annat musikverket Bellman, Vaudevill som uruppfördes 1930 på Kungliga Teatern i Stockholm. 
Edvin Ziedner var bror till skådespelaren Lili Ziedner. De är begravda på Norra begravningsplatsen utanför Stockholm.

## Filmmusik
- 1947 – Den långa vägen